# ميخائيل إي. فيلبس
ميخائيل إي. فيلبس (بالإنجليزية: Michael E. Phelps)‏ هو طبيب وكيميائي أمريكي، ولد في 24 أغسطس 1939 في كليفلاند في الولايات المتحدة.